# Mauricio Romero (argentyński piłkarz)
Mauricio Martín "Pampa" Romero (ur. 13 stycznia 1983 w General Pico) – argentyński piłkarz z obywatelstwem meksykańskim występujący na pozycji środkowego obrońcy, obecnie zawodnik Gimnasii La Plata.

## Kariera klubowa
Romero pochodzi z miasta General Pico w prowincji La Pampa (stąd przydomek piłkarza). Jest wychowankiem zespołu Club Atlético Lanús, do którego seniorskiej drużyny został włączony jako dziewiętnastolatek przez szkoleniowca Carlosa Aimara i w argentyńskiej Primera División zadebiutował 3 lutego 2002 w wygranym 1:0 spotkaniu z Argentinos Juniors, w którym strzelił również swojego premierowego gola w najwyższej klasie rozgrywkowej. Przez pierwsze kilka miesięcy pełnił głównie rolę rezerwowego, jednak w 2004 roku wywalczył sobie niepodważalne miejsce na środku obrony. W późniejszym czasie został również mianowany kapitanem Lanús. W wiosennym sezonie Clausura 2006 zdobył ze swoją drużyną tytuł wicemistrza kraju, będąc kluczowym zawodnikiem ekipy. Ogółem w barwach Lanús występował przez ponad pięć lat.
Latem 2007 Romero przeszedł do meksykańskiego klubu Monarcas Morelia, w którego barwach 4 sierpnia 2007 w zremisowanej 1:1 konfrontacji z Veracruz zadebiutował w meksykańskiej Primera División. Pierwszą bramkę strzelił natomiast już tydzień później, w przegranym 1:3 meczu z Pachucą. W swoich pierwszych pięciu meczach z nowym zespole strzelił aż cztery bramki i od razu został podstawowym stoperem Morelii i czołowym środkowym obrońcą ligi meksykańskiej. Po upływie dwóch lat, po odejściu z ekipy dotychczasowego lidera Omara Trujillo, trener Tomás Boy mianował go nowym kapitanem zespołu, a jego udane występy zaowocowały zainteresowaniem ze strony klubów europejskich. W 2010 roku triumfował z Morelią w rozgrywkach SuperLigi, natomiast w wiosennym sezonie Clausura 2011 zdobył tytuł wicemistrza kraju. W marcu 2011 doznał jednak złamania kości piszczelowej, przez co musiał pauzować przez dziewięć miesięcy i nie zdołał już wrócić do dawnej formy. Łącznie w Morelii grał przez blisko sześć lat.
W styczniu 2013 Romero powrócił do ojczyzny, zostając graczem zespołu Colón de Santa Fe. Tam spędził pół roku w roli podstawowego zawodnika, nie odnosząc jednak większych sukcesów, po czym ponownie wyjechał do Meksyku, gdzie na zasadzie wolnego transferu zasilił walczącą o utrzymanie ekipę Atlante FC z siedzibą w Cancún. Tam spędził rok, mając pewną pozycję na środku obrony i pełniąc rolę kapitana drużyny, a w grudniu 2013 otrzymał meksykańskie obywatelstwo w wyniku wieloletniego zamieszkiwania w tym kraju. Na koniec rozgrywek 2013/2014 spadł jednak z Atlante do drugiej ligi. Sam pozostał wówczas w najwyższej klasie rozgrywkowej, podpisując umowę z klubem Puebla FC, w której barwach również od razu został kluczowym punktem defensywy. W jesiennym sezonie Apertura 2014 dotarł z tym zespołem do finału krajowego pucharu – Copa MX., zaś pół roku później, podczas rozgrywek Clausura 2015, zdobył z Pueblą to trofeum.
Latem 2015 Romero na zasadzie wypożyczenia przeniósł się do beniaminka najwyższej klasy rozgrywkowej – ekipy Dorados de Sinaloa z miasta Culiacán, gdzie występował przez pół roku jako podstawowy stoper. Bezpośrednio po tym po raz kolejny powrócił do Argentyny, tym razem podpisując umowę z klubem Gimnasia y Esgrima La Plata.
| Sezon     | Klub                        | Kraj      | Rozgrywki        | Mecze | Bramki |
| --------- | --------------------------- | --------- | ---------------- | ----- | ------ |
| 2001/2002 | Club Atlético Lanús         | Argentyna | Primera División | 11    | 2      |
| 2002/2003 | Club Atlético Lanús         | Argentyna | Primera División | 9     | 1      |
| 2003/2004 | Club Atlético Lanús         | Argentyna | Primera División | 7     | 1      |
| 2004/2005 | Club Atlético Lanús         | Argentyna | Primera División | 29    | 2      |
| 2005/2006 | Club Atlético Lanús         | Argentyna | Primera División | 35    | 1      |
| 2006/2007 | Club Atlético Lanús         | Argentyna | Primera División | 26    | 3      |
| 2007/2008 | Monarcas Morelia            | Meksyk    | Liga MX          | 35    | 6      |
| 2008/2009 | Monarcas Morelia            | Meksyk    | Liga MX          | 32    | 3      |
| 2009/2010 | Monarcas Morelia            | Meksyk    | Liga MX          | 36    | 4      |
| 2010/2011 | Monarcas Morelia            | Meksyk    | Liga MX          | 22    | 2      |
| 2011/2012 | Monarcas Morelia            | Meksyk    | Liga MX          | 12    | 0      |
| 2012/2013 | Monarcas Morelia            | Meksyk    | Liga MX          | 14    | 1      |
| 2012/2013 | Colón de Santa Fe           | Argentyna | Primera División | 12    | 0      |
| 2013/2014 | Atlante FC                  | Meksyk    | Liga MX          | 27    | 0      |
| 2014/2015 | Puebla FC                   | Meksyk    | Liga MX          | 30    | 0      |
| 2015/2016 | Dorados de Sinaloa          | Meksyk    | Liga MX          | 10    | 1      |
| 2016      | Gimnasia y Esgrima La Plata | Argentyna | Primera División |       |        |

## Kariera reprezentacyjna
W 2003 roku Romero został powołany przez szkoleniowca Hugo Tocallego do reprezentacji Argentyny U-20 na Mistrzostwa Ameryki Południowej U-20. Na urugwajskich boiskach pełnił rolę podstawowego stopera swojej drużyny, rozgrywając wówczas sześć z dziewięciu możliwych spotkań, natomiast jego kadra triumfowała ostatecznie w tym turnieju. Kilka miesięcy później znalazł się natomiast w składzie na Młodzieżowe Mistrzostwa Świata w ZEA, gdzie miał niepodważalne miejsce na środku obrony i wystąpił we wszystkich możliwych siedmiu meczach w pełnym wymiarze czasowym, tworząc podstawowy duet stoperów z Hugo Colace. Argentyńczycy, mający wówczas w składzie przyszłych wielokrotnych reprezentantów kraju, takich jak Pablo Zabaleta, Javier Mascherano, Jonás Gutiérrez, Fernando Cavenaghi czy Carlos Tévez, odpadli wówczas z rozgrywek w półfinale po porażce z późniejszym triumfatorem – Brazylią (0:1), zajmując ostatecznie czwarte miejsce na młodzieżowym mundialu.